# Редль, Альфред
Альфред Редль (нем. Alfred Redl; 14 марта 1864 — 25 мая 1913) — австрийский офицер контрразведки, начальник агентурного отделения разведывательного бюро генерального штаба, полковник, начальник штаба 8 Пражского армейского корпуса. Руководил военной контрразведкой Австро-Венгрии в преддверии Первой мировой войны, славился внедрением в разведывательную практику передовых технических средств, однако в историю шпионажа вошёл как один из самых известных двойных агентов того времени.

## Биография
Родом из Лемберга (ныне Львов, Украина). С 1900 года работал в разведывательном бюро австрийского генерального штаба.
В 1903 году Редль был завербован варшавским отделением русской разведки под угрозой предания огласке его гомосексуальных связей. В течение десяти лет выдавал русскому командованию австрийских агентов в Петербурге, а также передал план австрийского вторжения в Сербию. Эти действия позволили сербам с успехом противостоять австрийцам на начальном этапе мировой войны (до полумиллиона убитых с австрийской стороны).
Вероятно, к сотрудничеству с русской разведкой Редля привлёк кадровый дипломат, который 19 лет прослужил консулом в австрийском Лемберге, Константин Павлович Пустошкин. Московский историк Василий Каширин пишет: «Бывший русский военный агент в Швейцарии Д. И. Ромейко-Гурко, сын генерал-фельдмаршала И. В. Ромейко-Гурко, в своих воспоминаниях сообщает, что Редль, находившийся у него на связи, впервые был завербован для русской разведки консулом во Львове Матушкиным. Однако чиновника с такой фамилией на службе во Львове у русского МИД в тот период не было. Это позволяет предположить, что Гурко, писавший свои мемуары в преклонном возрасте, по ошибке изменил фамилию Пустошкина на другую похожую».
После ухода из контрразведки Редль был случайно разоблачён своим бывшим подчинённым, который отслеживал распределение поступавших из России в Вену теневых финансовых потоков. Его выдала мелочь — забытый в такси футляр от перочинного ножика. Опасаясь разоблачения (и будучи тяжело болен сифилисом), Редль застрелился.
Тайно похоронен на Центральном кладбище, в настоящее время могила имеет надгробную плиту с надписью.
Император Франц Иосиф был шокирован произошедшим, а в венгерской прессе этот инцидент спровоцировал бурю возмущения отсутствием патриотизма и распущенными нравами венских военных.
Среди сторонников альтернативной истории существует мнение, что Редль передал русским ложный план развёртывания войск, исполняя таким образом план Генштаба Австро-Венгрии по дезинформации противника.

## В кино
- 1925: «Полковник Редль», режиссёр Ханс Отто Левенштейн, в ролях: Роберт Вальберг
- 1931: «Случай Генерального штаба — полковник Редль» (Германия-Чехословакия), режиссёр Антон Карел. В роли Теодор Лоос.
- 1955: «Шпионаж», режиссёр Франц Антель. В роли Эвальд Бальсер. Пересказ подлинной шпионской деятельности Альфреда Редля
- 1974: «Хороший патриот» (фр. Un bon patriote), французский ТВ-фильм с Пьером Ванеком в роли Альфреда Редля, основанный на пьесе Джона Осборна.
- 1985: «Полковник Редль» — Режиссёр Иштван Сабо. В роли Редля Клаус Мария Брандауэр. В фильме Редль, будучи честным и преданным императору офицером, становится жертвой провокации наследника престола.

## В литературе
- Пикуль В. С. Исторические миниатюры, Выстрел в отеле Кломзер. Издательство: АСТ, Вече, ISBN 5-17-010666-1, 2002 г., есть аудиоверсия

### На английском
- Palmer, Alan. Twilight of the Habsburgs: The Life and Times of Emperor Francis Joseph. Atlantic Monthly Press, 1997.
- Georg Markus, Der Fall Redl, 1984. ISBN 3-85002-191-2
- Robert Asprey, The Panther’s Feast, 1959. (Jonathan Cape) (критика)

### На немецком
- Janusz Piekalkiewicz,  Weltgeschichte der Spionage , Südwest Verlag, München 1988, (pp. 255—265:  Das k.u.k Evidenzbureau ). ISBN 3-933366-31-3.
- Egon Erwin Kisch,  Der Fall des Generalstabschefs Redl , 1924, reeditado como:  Wie ich erfuhr, dass Redl ein Spion war , ISBN 3-608-95569-0.
- Stefan Zweig dedica algunas páginas al «Caso Redl» en su  Die Welt von Gestern , ISBN 3-596-21152-2.

### На русском
- Исторические чтения на Лубянке. 1997—2007. Редакц. совет: Зданович А. А. и др. М. «Кучково поле», 368 с. 2008 ISBN 5-901679-88-1, ISBN 978-5-901679-88-3
- Мильштейн М. А. Дело полковника Редля. // Военно-исторический журнал. — 1966. — № 1. — С.46—56.
- «Голубые звёзды царской охранки»
- Гурко Д. И. Воспоминания генерала // Генералами рождаются. Воспоминания русских военачальников XIX — начала XX веков. М., 2002. С. 357
- Каширин В. Б. Дозорные на Балканах. Русская военная разведка в странах Балканского полуострова накануне и в годы Первой мировой войны. М., ВИКМО-М, 2014. С.632